# 九华街道
九华街道是中华人民共和国湖南省湘潭市雨湖区下辖的一个街道办事处。

## 行政区划
九华街道下辖以下村级行政区划单位：
红旗社区、合山社区、船形山社区、将军渡社区。